# Prigione di Abu Ghraib
La Prigione Centrale di Baghdad (precedentemente nota come prigione di Abu Ghraib) è una prigione situata nella omonima città di Abu Ghraib (Abū Ghurayb, Iraq) a 32 km a ovest di Baghdad. Si estende su una superficie di circa 115 ettari, con ventiquattro torri di guardia. Le celle misurano approssimativamente 4x4 metri. La struttura è stata chiusa definitivamente nel 2014.

## Storia
Costruito da contractor britannici nel 1960, suddiviso in cinque complessi separati da muri, destinati a diversi tipi di detenuti, dominato al centro da una torre alta 120 metri.  

### Durante la dittatura di Saddam Hussein
Saddam Kamel, che era stato capo delle forze speciali di sicurezza, ha gestito le torture e l'esecuzione di migliaia di prigionieri politici. La prigione è stata sotto il controllo della Direzione generale della sicurezza (DGS), anche nota come al-Amn al-'Amm (Pubblica Sicurezza). Si stima che solo nel 1984 circa 4 000 persone siano state giustiziate ad Abu Ghraib, almeno 122 nel febbraio/marzo 2000 e ulteriori 23 prigionieri politici sono stati giustiziati nel 2001.
Nell'area di Khan Dhari, a ovest di Baghdad, è stata individuata una fossa comune con prigionieri politici. Il 26 dicembre 1998 furono 15 le vittime giustiziate e sepolte dalle autorità della prigione.
Altre fosse comuni si trovano ad Al-Zahedi, nella periferia occidentale di Baghdad, in prossimità di un cimitero civile con i corpi di quasi 1 000 prigionieri politici. Secondo un testimone oculare, da 10 a 15 corpi erano arrivati dal carcere di Abu Ghraib e sono stati sepolti da civili locali. L'esecuzione del 10 dicembre 1999 ad Abu Ghraib causò la morte di 101 persone in un giorno. Il 9 marzo 2000, 58 prigionieri sono stati uccisi.

### La guerra d'Iraq e lo scandalo del 2004

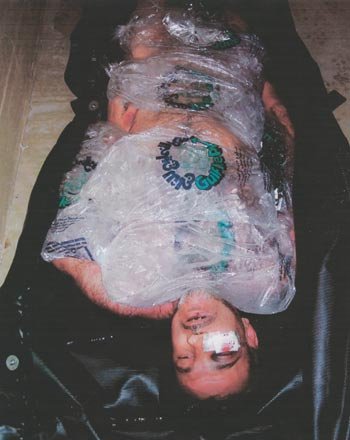
Il corpo, senza vita, di Manadel al-Jamadi, morto per tortura.

Nel 2003 il carcere, dopo essere stato abbandonato e saccheggiato durante la guerra, viene ribattezzato sotto il dominio americano, Baghdad Central Confinement Facility (BCCF) e riadattato per i nuovi reclusi sospettati di crimini contro la Coalizione, vegliati da secondini iracheni. Il carcere è circondato da case e veniva preso costantemente di mira da colpi di mortaio. Il sistema di fognature era distrutto e i gabinetti chimici insufficienti, l'acqua razionata, sapone assente, elettricità a singhiozzo, tutto puzzava, d'estate era un forno o una sauna e d'inverno era un frigorifero polveroso.
Il personale americano per la gestione di questo enorme complesso non era stato formato per questo tipo di compito e le risorse scarseggiavano, oltre ad orari di lavoro estenuanti.
Il carcere è stato al centro di una storia di sevizie e umiliazioni ai danni di detenuti iracheni compiute da parte di soldati statunitensi di servizio in quel carcere.
La vicenda della prigione di Abu Ghraib è venuta alla luce intorno alla fine di aprile del 2004 quando un whistleblower riservista, Joe Darby, ha consegnato le foto stucchevoli, e le cronache internazionali hanno iniziato a riferire di umiliazioni e torture che venivano compiute su detenuti iracheni da parte di soldati statunitensi della forza di coalizione. È stato in particolare un rotocalco televisivo statunitense, 60 Minutes, a diffondere inizialmente con un proprio reportage la storia di abusi ai danni dei reclusi.
Sui media di tutto il mondo sono così iniziate a circolare le crude immagini delle torture che ritraevano anche un morto fatto poi sparire. Lo scandalo si è allargato a macchia d'olio fino a coinvolgere anche soldati del Regno Unito. Inoltre, saranno numerose le immagini, non solo dall'Iraq ma anche dall'Afghanistan, alla cui divulgazione il poi eletto presidente Obama apporrà il veto.
A giudicare quelle immagini (e altre non pubblicate perché troppo cruente), fu chiamato il professor Philip Zimbardo, noto psicologo sociale che ha commentato le foto nel libro "L'Effetto Lucifero" in cui descrive anche un suo esperimento compiuto nel 1971 a Stanford. "In gioco - scrive Zimbardo - non è tanto l'indole di questi militari, quanto l'appartenenza al sistema esercito inviato per una giusta causa (contro il terrorismo), in una situazione che nella fattispecie è guerra. Ma perché un uomo possa uccidere un altro uomo è necessario che lo de-umanizzi, che lo riduca a cosa, in modo che non appaia più come suo simile, perché solo così può trovare la forza di togliergli la vita. Chiunque fra noi è portato a compiere i crimini più orrendi in una determinata situazione e in un determinato contesto."
Numerose sono state le proteste che si sono elevate dalla comunità internazionale tramite diverse organizzazioni umanitarie.
In seguito al clamore mediatico alcune delle persone responsabili dei crimini sono state processate e condannate. Sabrina Harman, una delle militari più ritratte nelle foto, è stata condannata a 6 mesi di prigione.
Secondo un rapporto della Croce Rossa Internazionale le autorità statunitensi erano al corrente dell'accaduto fin dalla primavera del 2003, motivo per il quale l'amministrazione Bush ha dovuto esprimere davanti alla nazione e alla comunità internazionale, per bocca del ministro della difesa Donald Rumsfeld, pubbliche scuse per l'accaduto, rivelando incautamente pubblicamente il nome del whistleblower, che a causa di ciò ha dovuto vivere per più di tre anni sotto custodia cautelativa a causa delle continue minacce ricevute.
Nel 2005 i media statunitensi sollevarono inoltre la questione dei detenuti fantasma imprigionati illegalmente.

### La ristrutturazione e la riapertura
Il carcere, chiuso nel 2006, riapre i battenti il 21 febbraio 2009; completamente ristrutturato e ammodernato il penitenziario è stato ribattezzato Baghdad Central Prison. La nuova struttura può ospitare attualmente circa 14 000 detenuti. Il 16 aprile 2014 il carcere richiude, trasferendo 2 400 detenuti.